# Heiderbruch
Der Heiderbruch ist ein ca. 750 m langer rechter Nebenfluss der Wupper, die hier im Oberlauf Wipper genannt wird. Der Bach entspringt auf 369 m Höhe im Wald an der Südwestflanke Moosbergs nördlich des Marienheider Ortsteils Singern und fließt in südwestlicher Richtung größtenteils auf einer Freifläche talwärts.
Bei Marienheide-Oberwipper mündet der Heiderbruch auf 327 m Höhe in der Wupper.